# Аромуны в Северной Македонии
Аромуны (макед. Власи — «влахи») — один из пяти автономных этносов Северной Македонии по конституции 1993 года. В стране проживает около 10 тысяч аромунов, что составляет менее одного процента населения. Крупнейшие сообщества сосредоточены в районе городов Крушево, Битола, Штип и в Скопье. Северная Македония является единственной из балканских стран, где языковые и культурные интересы аромунов защищены на государственном уровне, при этом их язык и культура теряется из-за ассимиляции.

## Язык и идентичность

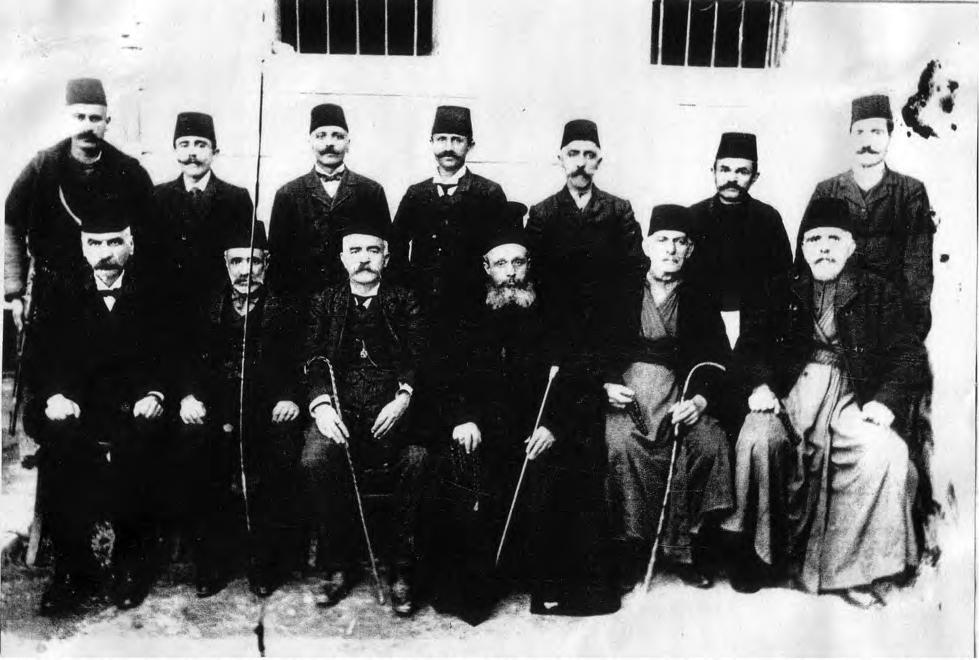
Мужчины-аромуны в Крушево, 1908 год

Происхождение аромунов точно неизвестно. По разным версиям это местные иллирийские, греческие, дакские или фракийские племена, которые приняли римскую культуру, смешались с римскими военными поселенцами и развили на базе латыни собственный аромунский язык из подгруппы балкано-романских языков.
Аромуны были рассеяны по разным вилайятам Османской империи после разрушения их главного торгового центра в албанском Воскопоя во 2-й половине XVIII века.
Битола стала одним из главных центров аромунского национального возрождения в конце XIX века. В городе работали аромунские гимназии для мальчиков и девочек.

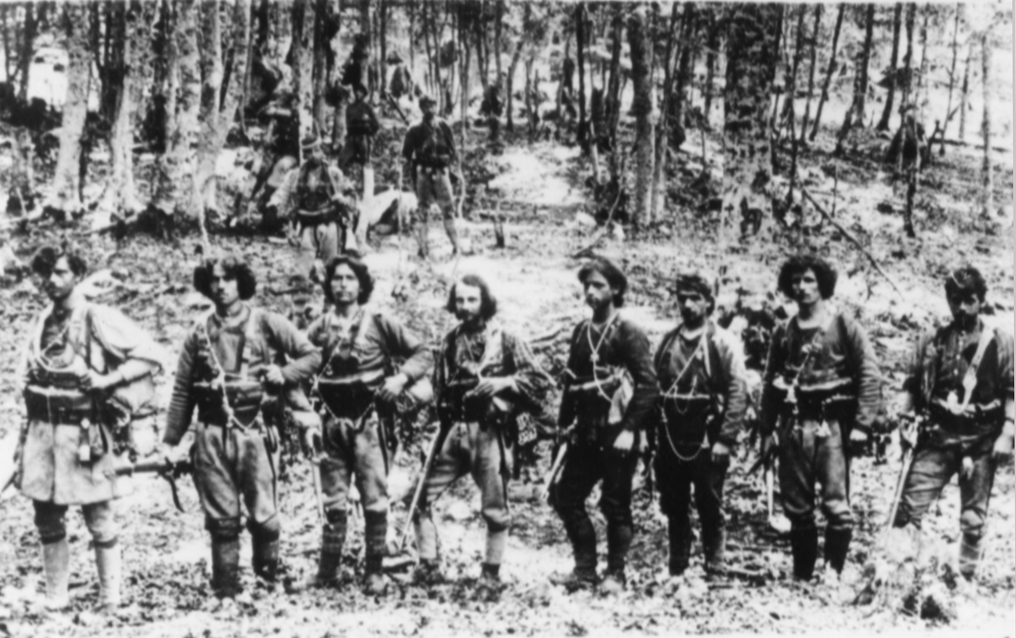
Аромунская чета ВМОРО, 1906—1908 годы

Несмотря на культурное возрождение, аромыны на территории Северной Македонии не предъявляли политических лозунгов и задач, а концентрировались на языковых и образовательных вопросах. Так, во многих селах открывались «румынские» школы, которые часто поддерживала финансово Румыния, правительство которой считал аромунов частью румынского этноса. Напротив, активисты аромунского происхождения поддерживали политические организации македонцев, болгар, греков или сербов. Так, многие аромыны были в составе ВМОРО. Аромуны активно жертвовали деньги на греческие школы и храмы, часто гордились, что являются греками.
В XX веке аромуны пытались пройти ассимиляцию и стать незаметными для режимов соответствующих стран, меняя фамилии путём добавления к ним соответствующих суффиксов. Так, по-сербски они приобретали суффиксы «-ович», по-болгарски «-ов», по-македонски — «-евский».

## Численность
В начале XX века в 5 сёлах вблизи Битолы (Нижеполе, Трнов, Маловиште, Магарево, Гопеш) проживало более 10 тысяч аромунов, а к концу века их число едва превышало тысячу. Причинами уменьшения населения были переезд в крупные города из-за недостатка работы в сёлах, эмиграция из-за двух мировых войн, ассимиляция. После Первой мировой войны немало эллинизированных арумын перебралось в Грецию.
Во время подготовки Версальского договора была определена численность аромунов в регионе вокруг Битола в 83 145 человек, хотя это число включало и нынешнюю территорию Греции. В межвоенный период по некоторым данным в Битоле и вокруг неё жило примерно 4 тысячи арумунов, 3 тысячи в Скопье, 1,5 тысячи в Крушево.
По переписи населения Югославии 1948 года в Социалистической Республике Македонии проживало 9811 аромунов, что составило 0,8 % всего населения. В переписях 1953, 1961 и 1971 годов аромунов не записывали отдельно. В 1981 году в республике насчитывалось 6384 аромунов, в 1991-м их было 7764.
По переписи населения 1994 года в тогдашней Республике Македонии было зарегистрировано 8647 аромунов. Впрочем, многие лица аромунского происхождения тогда записались македонцами. По оценкам американского исследователя Тони Виннифрита, количество аромунов может быть занижена лишь незначительно, поскольку активных носителей аромунского языка значительно меньше 10 тысяч.
По переписи населения 2002 года в Северной Македонии насчитывалось 9695 аромунов, что составило менее 0,5 % населения.

## Расселение

Расселение аромунов в Северной Македонии по данным переписи 2002 года

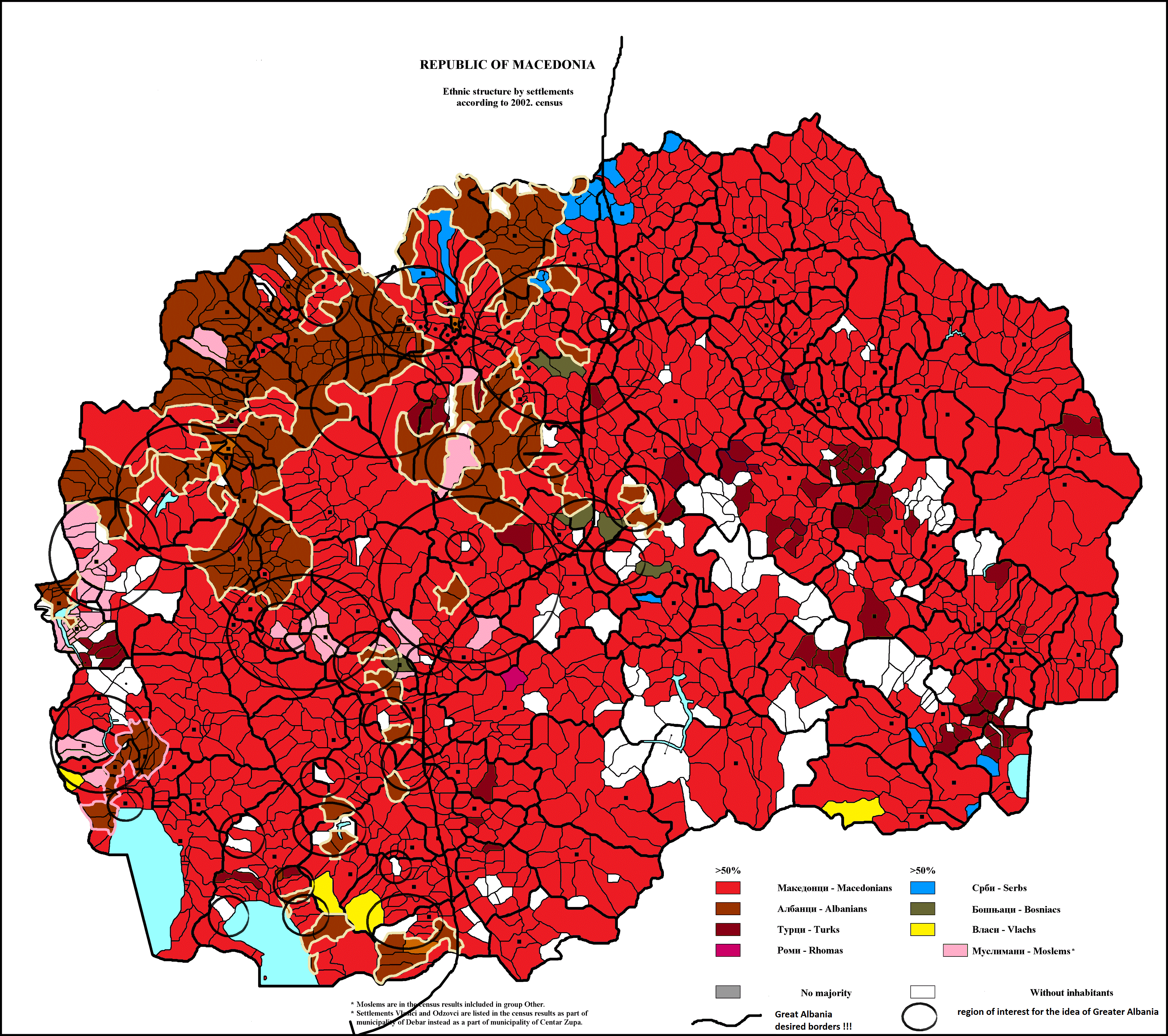
Муниципалитеты, где аромунское население составляет более 50 % Выделены жёлтым (по переписи населения 2012 года)

Расселение аромунов в Северной Македонии по данным переписи 2021 года

В XIX — начале XX века аромуны проживали преимущественно в Крушево и Битоле и в сёлах вблизи горного массива Пелистер: Нижеполе, Трнов, Маловиште, Магарево, Гопеш. В начале XX века, кроме региона Битола небольшие аромунские колонии существовали в Охриде, Ресене, а также в двух селах севернее Охридского озера — Горна Белица и Долна Белица. Небольшие сообщества аромунов образовались в больших городах — Скопье, Кичево, Велес. Значительная часть их уже тогда ассимилировались с местными греками или другими славянскими национальностями. Ассимилировались и небольшие аромунские общины в городах Кавадарци и Неготино.
По данным переписи населения 2002 года больше аромунов жили в Скопье — 2557, в общинах Штип (2074), Битола (1270), Крушево (1020), Струга (656).

## Политическая роль
Признание аромунского этноса в Северной Македонии на государственном уровне выражается в возможности обучения на аромунском языке по желанию родителей, наличия прессы и телепередач на данном языке, которые поднимают вопросы социального развития арумынского сообщества. Два представителя аромунской общины входят в состав Македонского парламентского совета по межнациональным отношениям. Также есть и определённые сомнения в качестве подобных телепередач, а по состоянию на 2013 год в Северной Македонии не было ни одной школы с аромунским языком преподавания.
Правами аромунов демонстративно интересуется Румыния, которая считает их румынским субэтносом македоно-румын. Румынские политики неоднократно связывали поддержку правительства Северной Македонии с защитой языковых и культурных прав аромунов. Также в аромунский вопрос вмешивается соседняя Греция, настаивающая на том, что все православные меньшинства на территории Северной Македонии являются этническими греками (на своей территории греческое правительство не признает аромунов отдельным народом).
В 1990-е годы аромуны не имели собственных политических партий. Некомпактным размещения аромунов на территории Северной Македонии не позволяло получить большинство в одном регионе страны. В 2000-е годы были созданы две аромунские — Демократический союз аромун, входящий в социал-демократическую коалицию, и Партия аромунов Македонии, которая поддерживала правую коалицию во главе с ВМРО-ДПМНЕ.

## Язык и идентичность

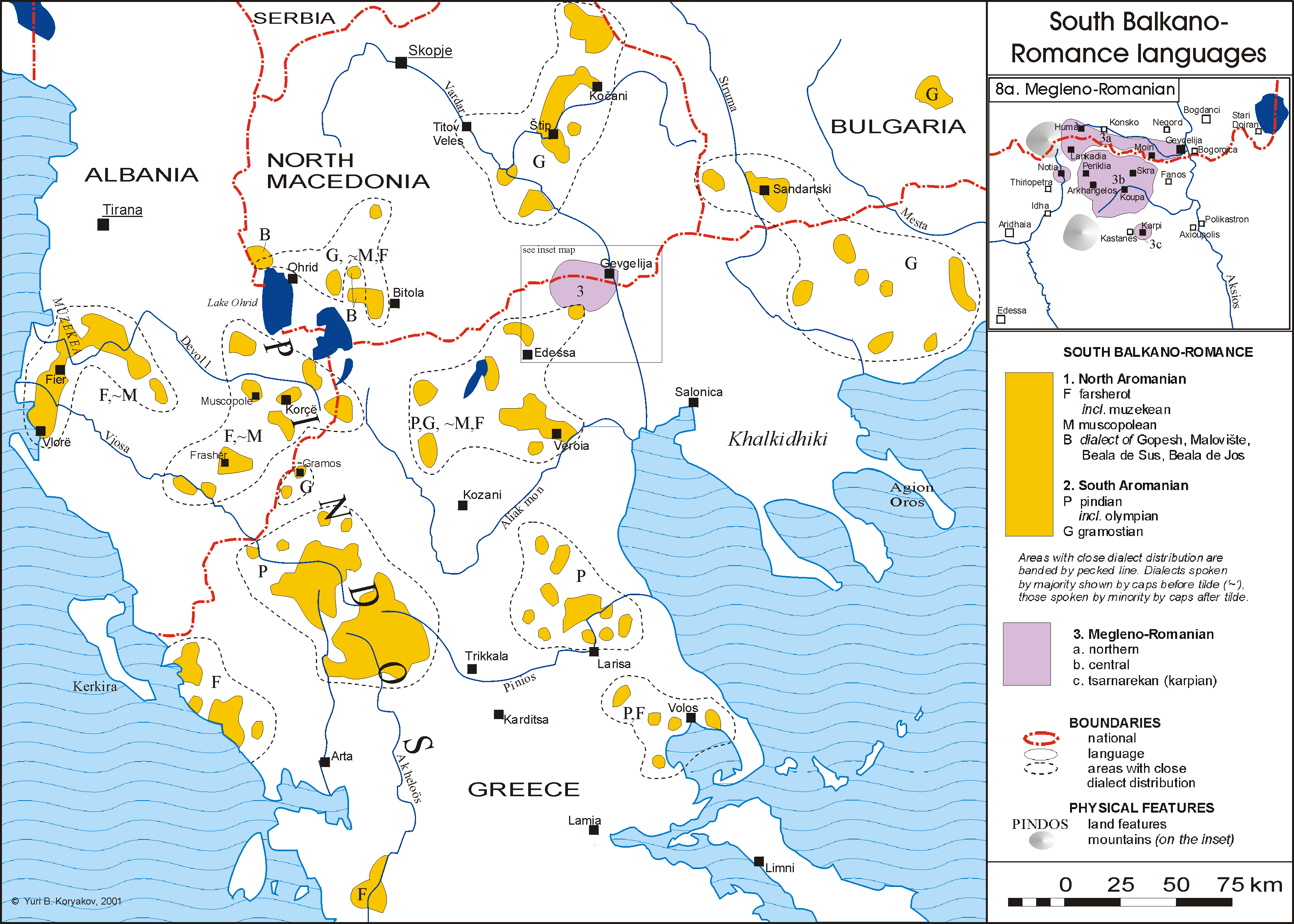
Аромунские диалекты в Северной Македонии

Практически все аромуны в Северной Македонии является билингвами, так как общаются преимущественно на македонском языке, а не на аромунском. Аромунский язык пользуются в быту редко и часто он далёк от литературного стандарта. Некоторые аромуны сохраняют параллельно с аромунским сербскую или югославскую идентичность и общаются при этом на сербском языке.
Не существует однозначного мнения относительно разделения аромунского языка на диалекты. В арумыны Северной Македонии выделяют москопольские, фаршеротские, грамостянские говоры, а также говор сёл Гопеш и Маловиште. Грамостянский говор распространён преимущественно в восточном регионе вокруг города Штип, все остальные используются на юго-западе Северной Македонии.
Исторически аромуны Северной Македонии имели славянское название «влахами», «куцовлахи» или «цинцары». Последний этноним происходит от чёрной одежды, которую носили крестьяне-аромуны. Городские аромуны, задействованные в торговле и ремесле, использовали название «ароманы», а под действием румынской пропаганды на рубеже XIX—XX веков стали называть себя «румынами». В некоторых сообществах городские аромуны называют себя именно «цинцарами», а жителей села — «влахами».
Аромуны относятся к восточной православной церкви. В 1990-е годы аромунская в Охриде пыталась получить епархию, что было обещано ей ещё по итогам Балканских войн под руководством Бухарестского патриархата, чтобы посещать службу на родном языке.

## Культура и быт

### Быт
Основными занятиями аромуны на территории Северной Македонии были скотоводство, торговля и ремесла. Городские аромуны часто были купцами или ремесленниками, причем часто усваивали и распространяли новые технологии, например Братья Манаки впервые занялись фотографией, а в дальнейшем и киносъёмкой на территории современной Северной Македонии и Балкан в целом.

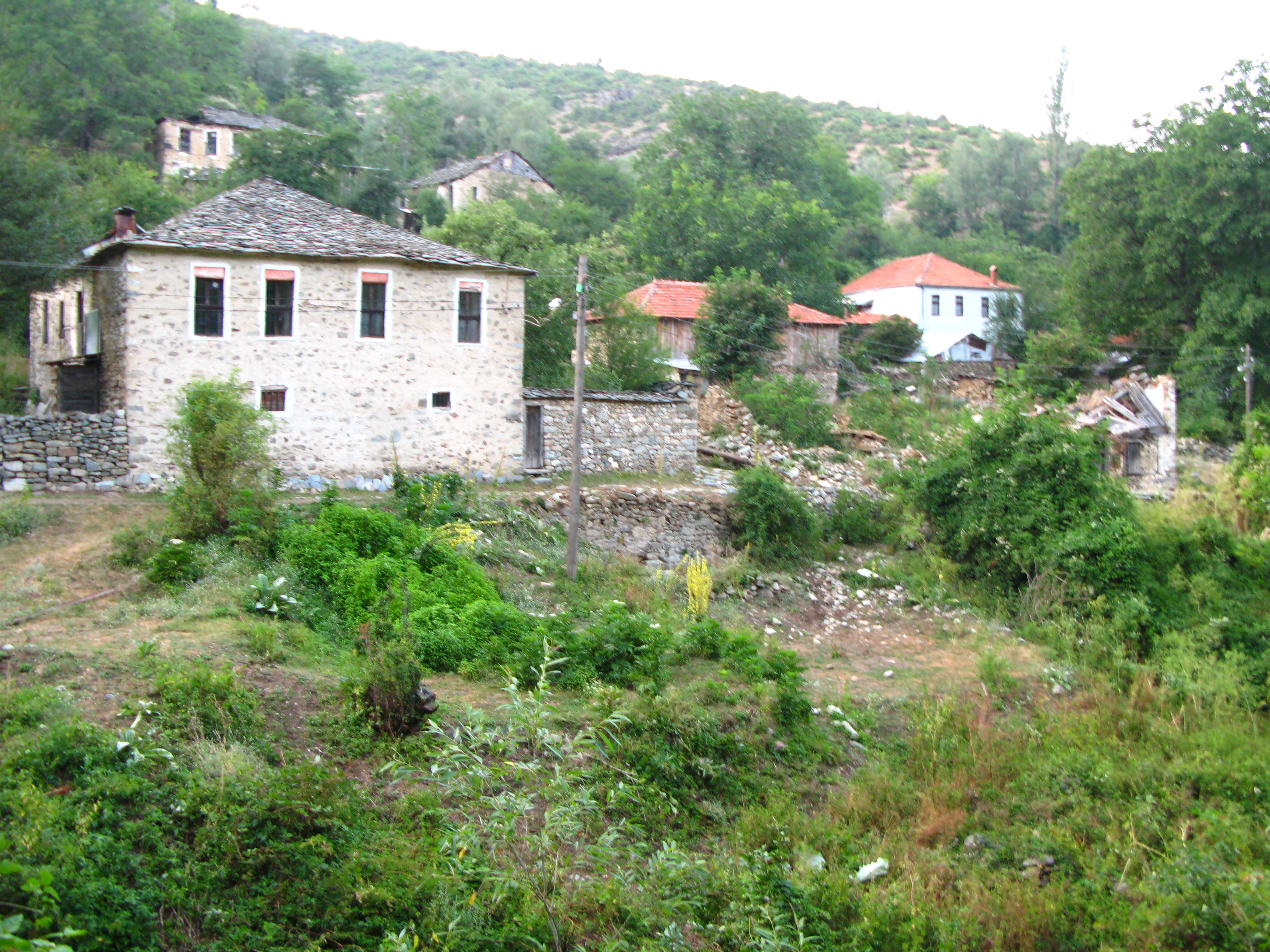
Современная застройка села Маловиште

Сельское аромунское население после переселения на территорию современной Северной Македонии в конце XIX века продолжало вести кочевой образ жизни жизни, перегоняя большие стада скота с летних горных пастбищ на зимние долинные. В 1948 году новый закон Югославии запретил крестьянам владеть большими стадами овец, лошадей или другого скота, что заставило перейти к оседлому образу жизни.
Аромуны отличались от македонцев своим одеждой. Скотоводы преимущественно носили шерстяную одежду собственного производства. С 1950-х годов с переходом аромунов к земледелию искусство создания такой одежды начало теряться. По характеристикам традиционной одежды различаются фаршериоты, карагуны, саракачаны и меглены.

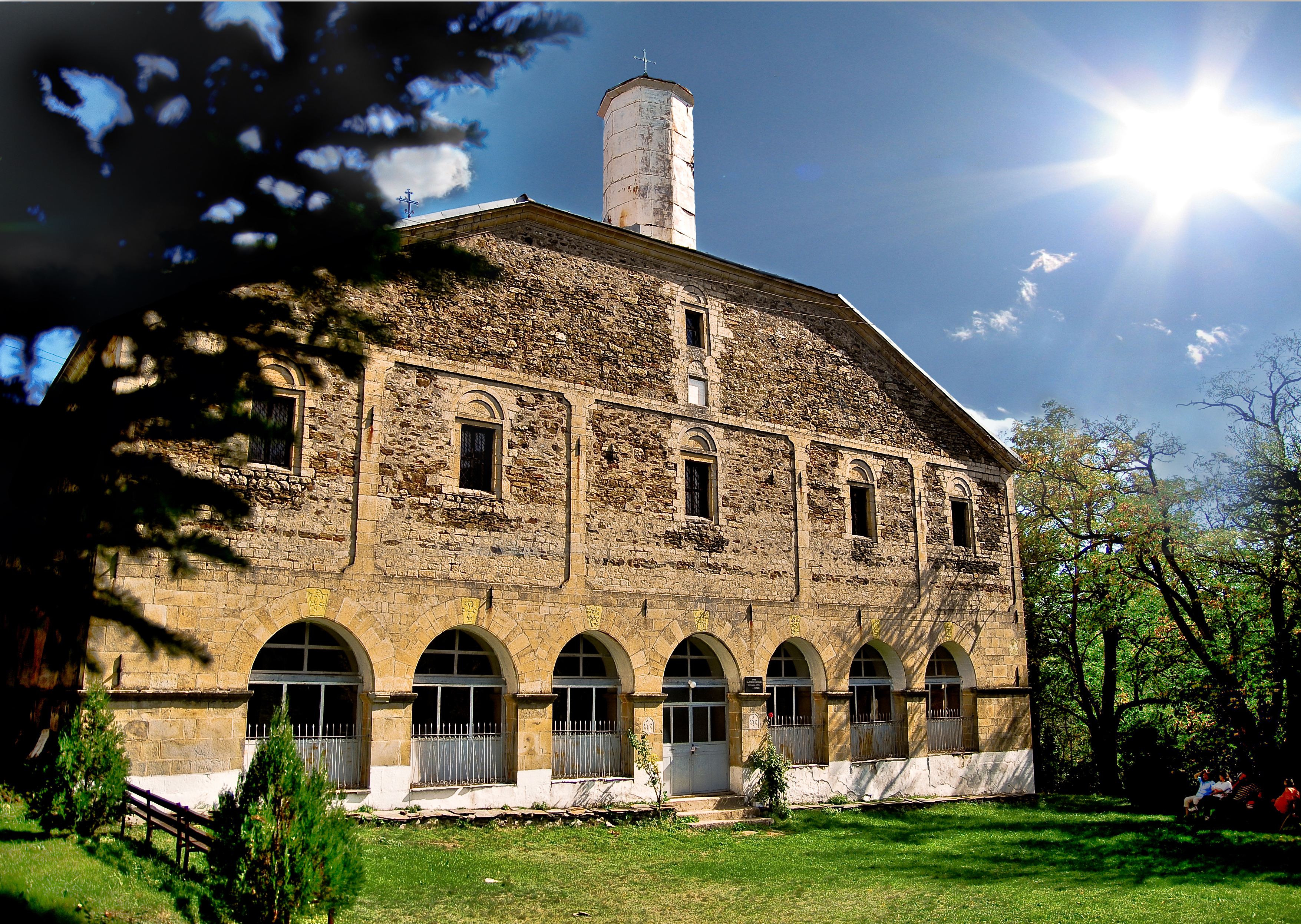
Аромунская церковь в селе Гопеш

Аромуны традиционно строили плотные поселения, из небольших каменных зданий. Подобные традиционные дома сохранились в селе Маловиште, хотя часть ценных домов находятся в плохом состоянии. Также сохранились аромунская Церковь Преображения Господня в оставленном селе Гопеш и церковь святого Петра в селе Маловиште.

### Союзы
В стране имеются свыше 20 союзов аромунов, занимающихся национальной культурой и социальными проблемами данного народа. Они включают в себя две большие ассоциации «Лига аромунов Македонии» и «Культурная уния аромунов Македонии» (арум. Unia ti cultura-a Armãnjlor dit Machidunii). Кроме них существуют культурные союзы «Питу Гули» и «Братья Манаки» в Скопье, «Москополе» в Крушево и «Санта Ѕурѕу» в Штипе. Например, Культурная уния аромунов Македонии основана в 1997 году, и её длительное время возглавляет аромунский писатель и переводчик Дина Кувата (макед. Димо Димчев).
Дина Кувата утверждает, что многие аромуны безразлично относятся к сохранению собственной культуры и не поддерживают деятельность культурных организаций, нацеленные на сохранение этноса.

### Медиа
Первой аромунской газетой в независимой Македонии была газета «Phoenix», основанная в 1992 году, которая вскоре обанкротилась, но была восстановлена. Также в 1990-х годах существовала получасовая телепрограмма на аромунском языке. На Радио Скопье транслировалась подобная ежедневная программа. Местные радиостанции во многих регионах также транслировали еженедельные передачи на аромунском языке.

### Национальный день
23 мая ежегодно отмечается национальный день аромунов. Его празднуют в честь указа османского султана 1905 года, который дарил аромунам статус отдельного сообщества. Представители правительства Румынии с 2002 года приветствуют в этот день аромунов Северной Македонии, Албании и Болгарии, но не Греции.
Также 12 июля в селе Пониква (Северная Македония) на склонах гор Осогово празднуется День аромунского горного фольклора.

## Мегленорумыны
В Северной Македонии «влахами» также называют отдельный народ мегленитов, которые родственны аромунам, но используют отдельный язык. Мегленорумыны исторически жили в Гевгелии и трёх горных сёлах вокруг неё, которые к началу XXI века почти опустели. У мегленорумынов нет отдельного статуса в государстве, а их язык понемногу исчезает, поскольку большинство её носителей чаще общаются на македонском языке .

## Известные македонцы аромунского происхождения
- Питу Гули (1865—1903) — один из лидеров Илинденского восстания
- Братья Манаки — пионеры кинематографа на Балканах, работали в Битоле
- Лазар Колишевский — югославский политический деятель и фактический глава Македонии в течение 1950-х-1980-х годов; аромун по матери
- Таки Фити (род. 1950) — министр экономики Республики Македонии в 1996—1998 годах
- Калиопи (род. 1966) — македонская певица
- Тоше Проески (1981—2007) — македонский певец